# Église de Paattinen
L’église de Paattinen (finnois : Paattisten kirkko) est une église luthérienne située dans le quartier de Paattinen à Turku en Finlande.

## Présentation
L'église a été construite en 1909 en rondins selon les plans de l'architecte du comté Helge Rancken. 
L'association paroissiale de Turku a rénové l'église en 1983, et elle est aujourd'hui dans sa forme originale.
Le modèle de base de l'église est une église cruciforme.
La première église de Paattinen a été achevée en 1696. Les structures de l'église actuelle contiennent de nombreuses poutres de l'ancienne église. 
Des décorations de l'ancienne église sont aussi réutilisées dans l'église actuelle.
Son intérieur est proche du style Art Nouveau. L'intérieur a été rénové en 1953 selon les plans d'Edvin Lydén et du vicaire Paavo Ketola.
Datant de 1813, le clocher est plus ancien que l'église. 
Il a été construit par Mikael Piimänen, mais son revêtement extérieur a été beaucoup modifié, tout comme les structures intérieures. 
L'horloge du clocher a été commandée à l'horloger Grönvald de Stockholm en 1823.
L'argent restant de l'achat de la cloche de l'église a été utilisé pour acheter une horloge de style Empire en 1826.
Le retable de 1920 est une copie du Christ à Gethsémani de Heinrich Hofmann, il a été peint par Vihtori Ylinen. 
L'orgue a été livré en 2011 par la fabrique d'orgues Veikko Virtanen. 
La façade de l'orgue avec ses tuyaux en zinc vient de l'un des premiers orgues de l'église, qui a été construit par Bror Axel Thulé de la fabrique d'orgues de Kangasala.

## Galerie

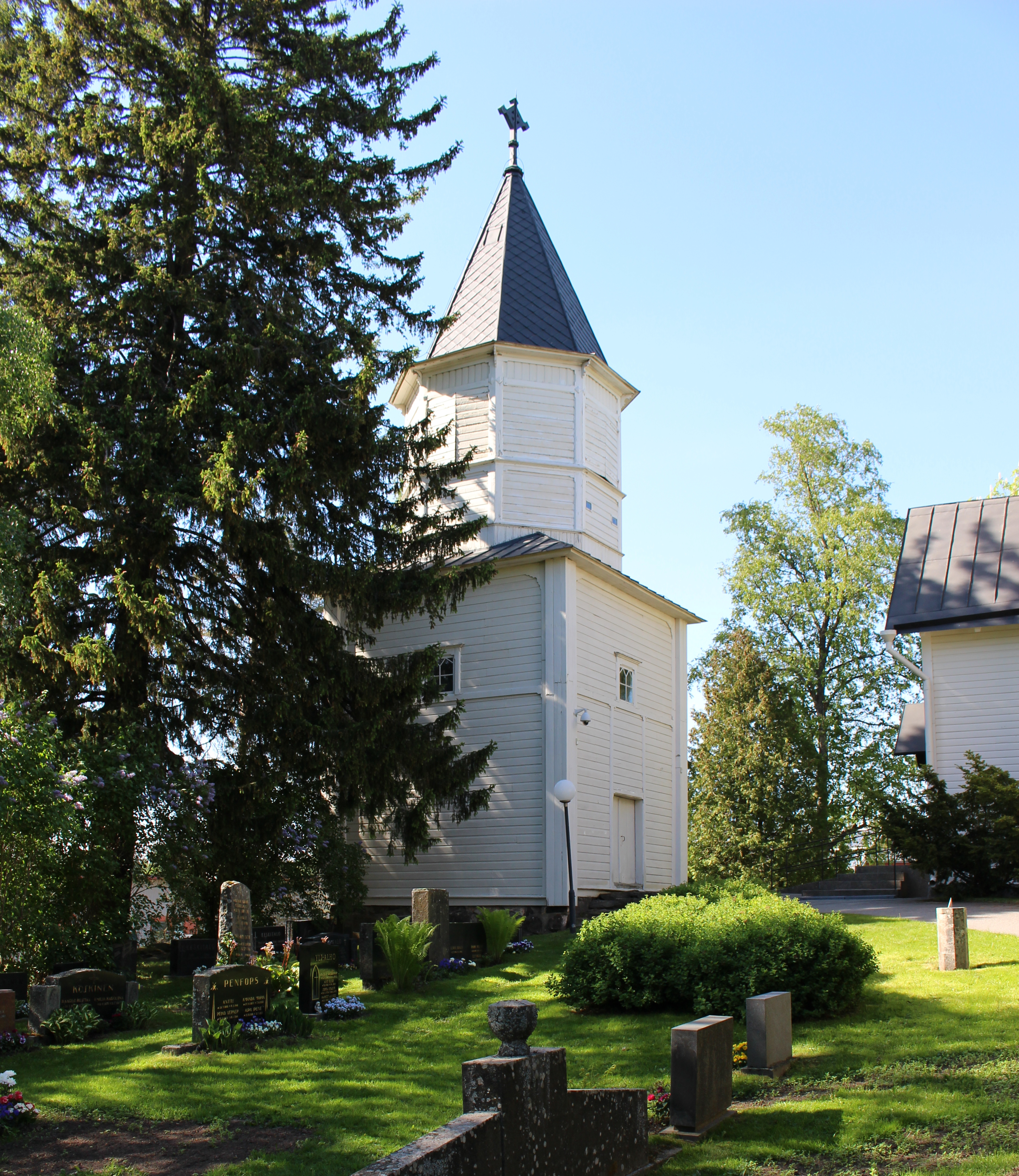
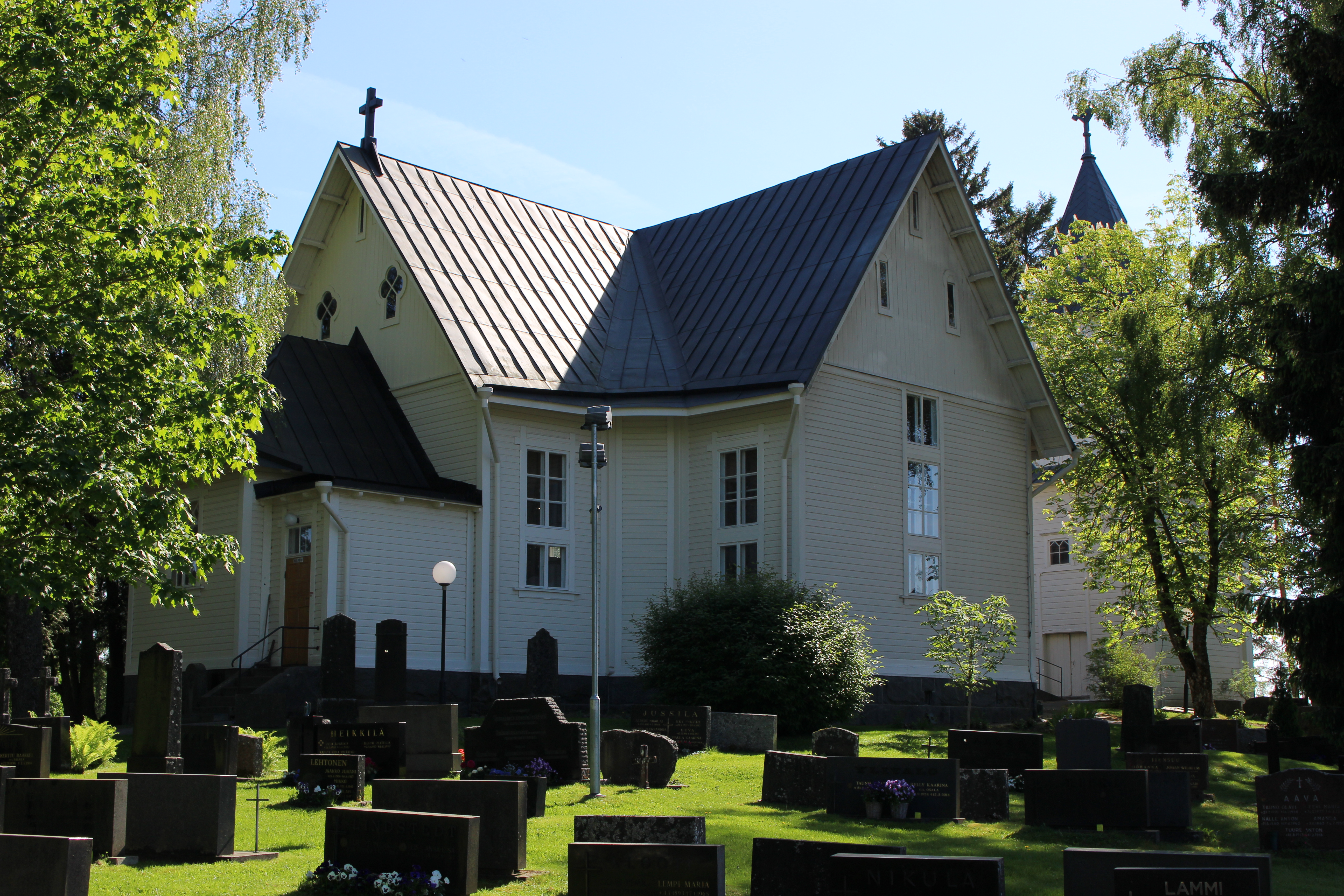